# داننبرغ
داننبرغ (الب) (بالألمانية: Dannenberg (Elbe)) هي بلدة ألمانية تقع في ألمانيا في سكسونيا السفلى.

## أعلام
- هانس كورتي
- آلموث شولت